# Ace Aircraft Manufacturing Company
Die Ace Aircraft Manufacturing Company wurde 1929 von Orland Corben in Wichita (Kansas) gegründet, um das weltweit erste Bausatz-Flugzeug, eine Maschine namens Baby Ace, zu vermarkten.

## Geschichtliche Entwicklung
Kurz nach der Unternehmensgründung wurden die US-Vorschriften zum Bau eigener Fluggeräte mit dem Hintergrund geändert, dass viele der Flugzeugkonstrukteure, -bauer und -piloten aus dieser Zeit Autodidakten waren und die Unfallrate dramatisch anstieg. Dies führte zu heftiger Kritik und Verurteilung seitens der Öffentlichkeit und der wachsenden Luftfahrtindustrie. Als Antwort auf die Frage „Sollten Piloten Flugzeuge bauen?“ verabschiedete die Regierung am 20. Mai 1926 das „Air Commerce Act“. Dieses mündete in den frühen 1930er Jahren in entsprechende Bundesnormen für Design, Technik, Belastungsanalyse, Baumaterial und Flugzeugtests und beendete damit den Amateurflugzeugbau effektiv. Dies zwang Corben dazu, die Vermarktung seines Designs einzustellen. Zuvor wurde von Corben bereits 1929, noch unter seinem eigenen Namen, ein Flugzeug namens „Topeka Aero #1“ mit der Registrierungsnummer NX582 registriert, welches ein Prototyp der Baby Ace war.
Als Nächstes nahm er 1931 in Madison (Wisconsin) unter dem Namen „Corben Sport Plane and Supply Company“ den Betrieb auf und produzierte einen Prototyp eines Sportflugzeugs namens Super Ace. Dieses neu gegründete Unternehmen konnte sich auf dem Markt nicht dauerhaft durchsetzen und wurde schließlich 1952 von Paul Poberezny für 200 US-Dollar aufgekauft. Dazu gehörten Pläne für drei Flugzeugdesigns und eine Vielzahl von Komponenten.
Poberezny war einer der Gründer der Experimental Aircraft Association (EAA) im Jahr 1953 und wurde im folgenden Jahr von der Zeitschrift Mechanix Illustrated gebeten, eine Reihe von Artikeln über den Bau eines Flugzeugs zu schreiben. Ihre Veröffentlichungen verursachten eine beträchtliche Nachfrage nach Bauplänen, doch Poberezny sah sich gezwungen, sich von deren Vermarktung zu distanzieren, um einen möglichen Interessenkonflikt mit seiner Position innerhalb der EAA zu vermeiden.
Seitdem haben die Rechte mehrmals den Besitzer gewechselt. Sie wurden von Cliff Du Charme aus West Bend, Wisconsin von Poberezny abgekauft, der sie wiederum 1961 an Edwin T. Jacob aus McFarland, Wisconsin, verkaufte. Jacob verkaufte sie 1965 an Thurman Baird aus Asheville, North Carolina, dem auch die Rechte an den Flugzeugen American Flea und Heath Parasol gehörten. Die Rechte wurden 1986 von Denny Meadows aus Chesapeake, West Virginia, von Bairds Nachlass gekauft, der sie 1998 an den derzeitigen Eigentümer Bill Wood aus Toccoa, Georgia, verkaufte.

## Flugzeuge
Die Ace Aircraft Manufacturing Company produzierte drei verschiedene Flugzeugtypen:
- Baby Ace
- Junior Ace
- Ace Scooter

## Technik
Die Open-Cockpit-Variante der Baby Ace wurde von einem 27 PS starken Heath Henderson B-4-Motor angetrieben, welcher ein modifizierter Motorrad-Kolbenmotor für den Einsatz in Flugzeugen war, und erreichte damit eine Höchstgeschwindigkeit von etwa 113 km/h. Die Closed-Cockpit-Variante der Baby Ace hingegen bekam einen 40 PS starken Szekely-SR-3-Motor und erreichte mit diesem eine Höchstgeschwindigkeit von etwa 137 km/h.

## Galerie

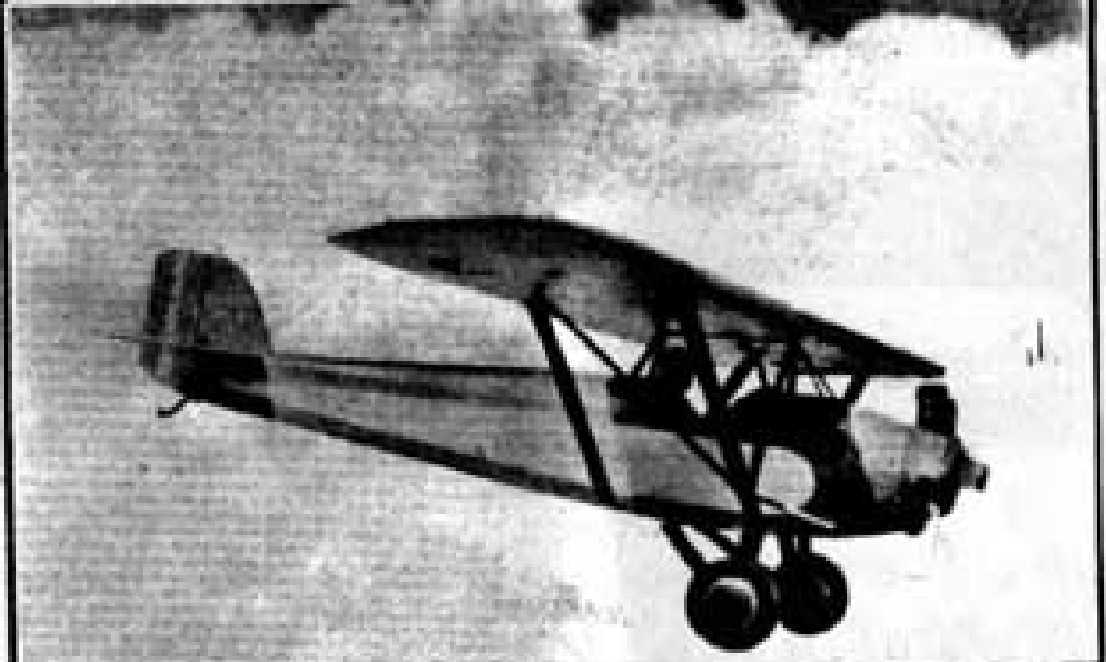
Eine Corben Baby Ace
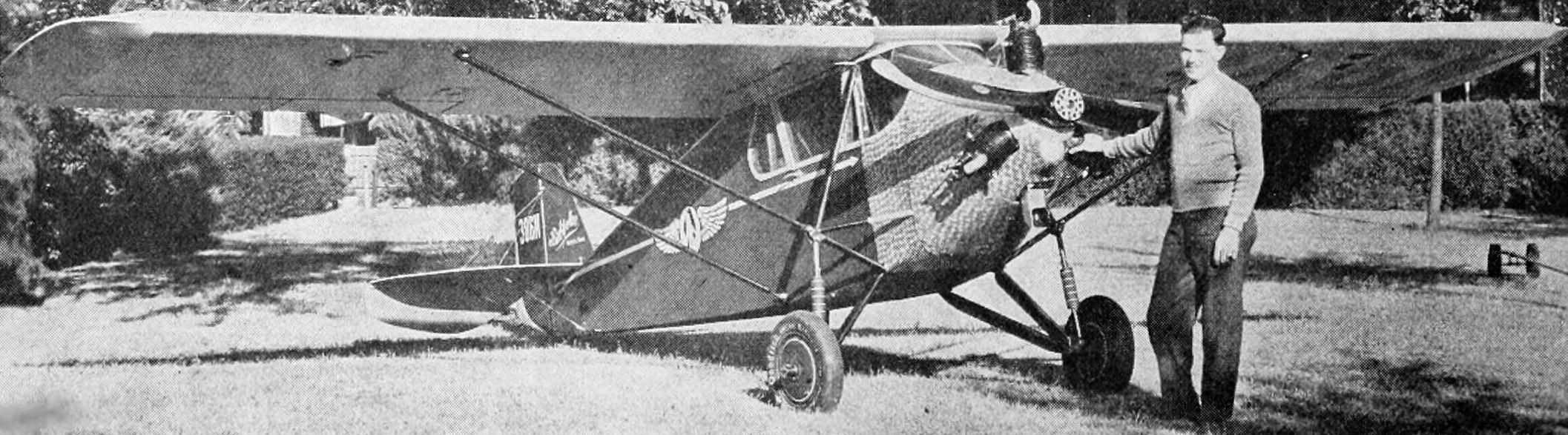
Eine Baby Ace SSP
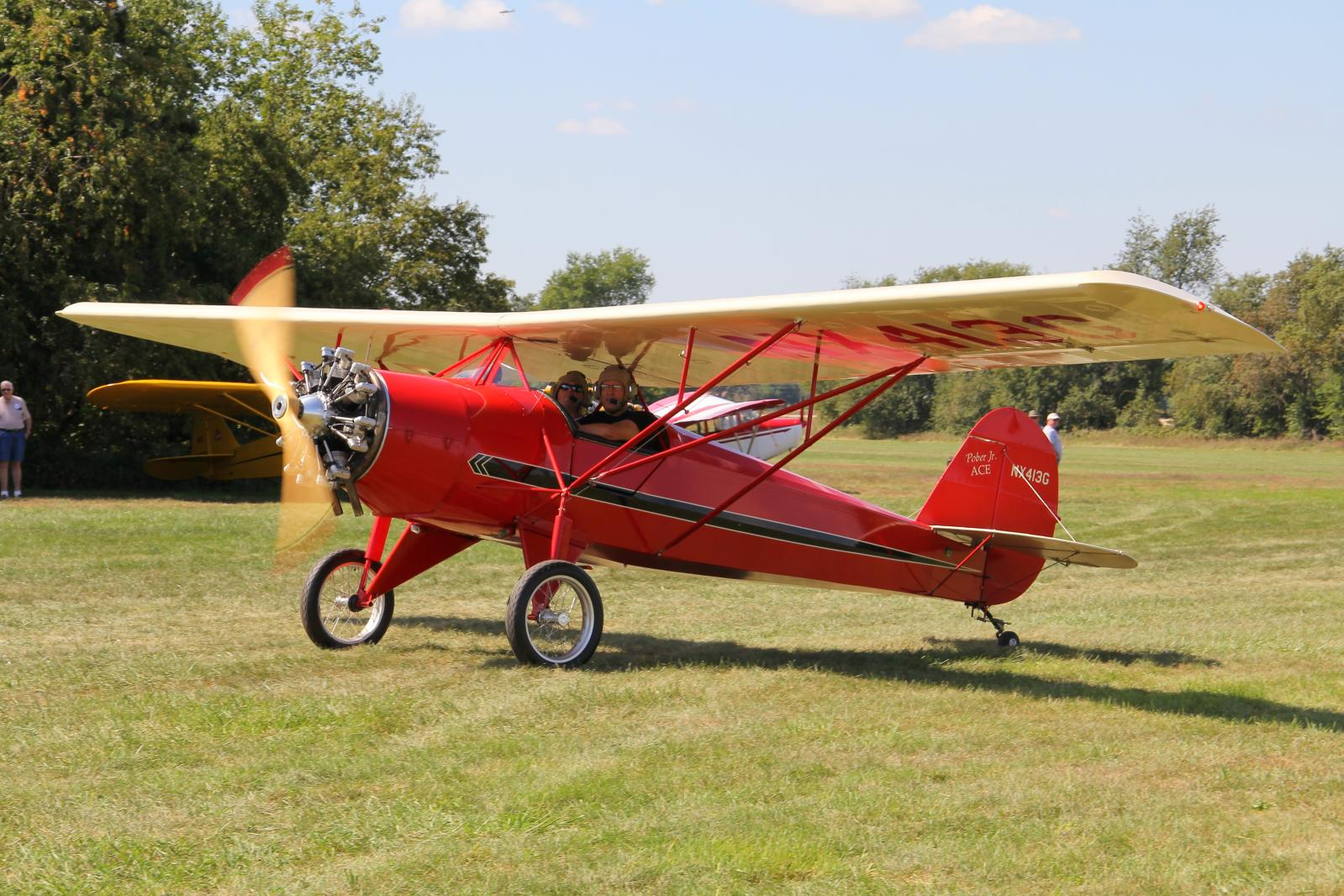
Eine Junior Ace